# Tanat Wongsupalak
Tanat Wongsupalak (thailändisch ธนัตถ์ วงศ์ศุภลักษณ์, * 19. Februar 1985 in Satun) ist ein thailändischer Fußballspieler.

## Karriere
Tanat Wongsuparak unterschrieb seinen ersten Vertrag beim BEC Tero Sasana FC. Der Verein aus der thailändischen Hauptstadt Bangkok spielte in der höchsten Liga des Landes, der Thai Premier League. Nach der Hinserie wechselte er zu Bangkok Glass. Die Saison 2010 wurde er an den Ligakonkurrenten Bangkok United ausgeliehen. Für BG absolvierte er 48 Spiele und schoss dabei elf Tore. 2011 unterschrieb er einen Vertrag beim Erstligisten TTM Phichit FC. Nach der Hinserie wechselte er zum Ligakonkurrenten Police United nach Bangkok. Hier unterschrieb er einen Vertrag bis Ende 2013. 2014 ging er zum ebenfalls in der ersten Liga spielenden Air Force Central. Am Ende der Saison musste er mit der Air Force in die zweite Liga absteigen. Nach dem Abstieg nahm ihn Anfang 2015 der Zweitligist Angthong FC unter Vertrag. Mit dem Verein aus Ang Thong spielte er in der Thai Premier League Division 1. Thai Honda FC, ebenfalls in Zweitligist, nahm ihn ab 2018 unter Vertrag. Ende 2019 gab der Bangkoker Verein bekannt, dass man sich aus dem Ligabetrieb zurückziehen werde. Der Drittligist Raj-Pracha FC nahm ihn ab Anfang 2020 unter Vertrag. Der Hauptstadtverein spielte in der dritten Liga, der Thai League 3, in der Lower Region. Nach zwei Drittligaspielen wechselte er zum 1. Juli 2020 zum Zweitligisten Uthai Thani FC. Für den Verein aus Uthai Thani stand er elfmal in der zweiten Liga auf dem Spielfeld. Ende 2020 wurde sein Vertrag nicht verlängert. Am  1. Januar 2021 unterschrieb er einen Vertrag beim Drittligisten North Bangkok University FC. Mit dem Verein aus der Hauptstadt spielte er in der Bangkok Metropolitan Region der Liga. 2021, 2022 und 2023 feierte er mit dem Verein die Meisterschaft der Region. In den Aufstiegsspielen zur zweiten Liga konnte man sich jedoch nicht durchsetzen. Zu Beginn der Saison 2023/24 wechselte er zum Zweitligisten Samut Prakan City FC. Für den Verein aus Samut Prakan bestritt er 17 Ligaspiele. Im Sommer 2024 wurde sein Vertrag nicht verlängert. Im August 2024 unterschrieb er in Pathum Thani einen Vertrag beim Drittligaaufsteiger Dome FC. Mit dem Verein spielt er in der Central Region der Liga.

## Erfolge
Bangkok Glass
- Thai Super Cup: 2009

North Bangkok University FC
- Thai League 3 – Bangkok Metropolitan: 2020/21, 2021/22, 2022/23